# او-۳۸۱
او-۳۸۱ (به آلمانی: U 381) یک او-بوت گونه ۷سی بود که ساخت آن سال ۱۹۴۰ تکمیل شد و در جریان جنگ جهانی دوم در کریگس‌مارینه خدمت کرد.

## تاریخچه عملیاتی

### گشت سوم
او-۵۱۴ روز ۳ ژانویه سال ۱۹۴۳ کاروان بریتانیایی تی‌ام ۱ متشکل از چندین کشتی تانکر حامل سوخت برای عملیات تورچ در شمال آفریقا را در ۱٬۰۰۰ کیلومتری شمال شرقی ترینیداد شناسایی کرد که رو به جبل‌الطارق می‌رفت. به دستور دریابد کارل دونیتس، فرمانده کل کریگس‌مارینه، گروه دِلفین متشکل از شش او-بوت که در غرب مادیرا گرد آمده بودند، دستور گرفت به سمت این کاروان برود. او-۳۸۱ بخشی از این گروه بود. در همین حین او-۱۸۲ کاروان دیگری با نام «جی‌یواس ۸» را در ۶۷۰ کیلومتری غرب مادیرا شناسایی کرد که رو به غرب می‌رفت. با توجه به فاصله کمتر گروه دِلفین با کاروان به‌تازگی‌شناسایی‌شده، به دستور دریابد دونیتس گروه مسیر خود به سمت این کاروان تغییر داد. پس رسیدن نخستین او-بوت‌ها به هدف، حفاظت قدرتمند از کاروان جی‌یواس ۸ اجازه نداد گروه کار به جایی ببرد. از این رو به تصمیم دریابد دونیتس گروه او-بوت‌ها مجدداً رو به کاروان تی‌ام ۱ کرد. به هر صورت تا این زمان او-۵۱۴ به تنهایی حمله‌ای به این کاروان اجرا کرده بود و پس از فاصله گرفتن از آن، کاروان را گم کرده بود. دریابد دونیتس به درستی می‌پنداشت کاروان از حد فاصل ۳۰۰ کیلومتری میان مادیرا و جزایر قناری خواهد گشت. شنود اطلاعاتی بریتانیا پیام‌های رد و بدل شده بین او-بوت‌ها و پایگاه فرماندهی آن‌ها را رهگیری و رمزگشایی کرد و پی به قصد آلمانی‌ها در حمله به آن برد. از این رو مسیر کاروان تی‌ام ۱ تغییر کرد. به هر صورت مشکلات حاصل از بدی شرایط آب‌وهوایی و همچنین کمبود سوخت باعث شد کاروان وادار به در همان مسیر نخست شود.
دریابد دونیتس به گروه دِلفین دستور داد در خطی پخش شوند و شکاف بین مادیرا و جزایر قناری را پوشش دهند. تا روز ۴ ژانویه شمار این گروه به دوازده او-بوت رسید که در خطی به طول ۲۰۰ کیلومتر در ۱٬۰۰۰ کیلومتری غرب جزایر قناری قرار داشتند و به طرف غرب می‌رفتند. او-۳۸۱ که او-بوت سوم از شمال بود، ساعت ۱۶ روز ۸ ژانویه خط طولانی از دو در افق مشاهده کرد. به دستور دریابد دونیتس این او-بوت می‌بایست بدون اقدام به حمله، در نزدیکی کاروان می‌ماند و نقش مرکزی را برای گرد آمدن سایر او-بوت‌ها یافت. او-۴۳۶ نخستین او-بوتی بود که با فراخوان او-۳۸۱، به محل رسید و حمله‌ای ترتیب داد.